# Saraswati Flumen
Il Saraswati Flumen è una struttura geologica della superficie di Titano.